# Longitud media

Elementos orbitales de un cuerpo alrededor del Sol.

En astrodinámica o en Mecánica celeste la longitud media es la longitud a la que un cuerpo orbitando podría encontrarse si su órbita fuese circular y su inclinación fuese nula. La longitud media cambia uniformemente con el tiempo. Los únicos instantes en es igual a la longitud verdadera son el periastro y el apoastro. 

## Cálculo
La longitud media {\displaystyle L\,} puede calcularse como sigue: 
{\displaystyle L=M+{\bar {\omega }}=M+\Omega +\omega \,}
donde:
- {\displaystyle M\,} es la anomalía media,
- {\displaystyle {\bar {\omega }}\,} es la longitud del periastro,
- {\displaystyle \Omega \,} es la longitud del nodo ascendente y
- {\displaystyle \omega \,} es el argumento del periastro.

{\displaystyle L=M+{\bar {\omega }}=M+\Omega +\omega \,}
- Datos: Q1002613